# Nachal Cofit
Nachal Cofit (hebrejsky נחל צופית) je vádí na Západním břehu Jordánu v Judských horách.
Začíná v nadmořské výšce okolo 900 metrů na hřebenu Judských hor na Západním břehu Jordánu západně od izraelské osady Kfar Ecion v regionu Guš Ecion. Vede pak zalesněným údolím k severozápadu, přičemž se rychle zahlubuje do okolního terénu. Míjí z jihozápadu osadu Bat Ajin. Pak ústí jihovýchodně od palestinské obce Jab'a zleva do vádí Nachal Masu'ot.